# Metallata variabilis
Metallata variabilis är en fjärilsart som beskrevs av Heinrich Benno Möschler 1890. Metallata variabilis ingår i släktet Metallata och familjen nattflyn. Inga underarter finns listade i Catalogue of Life.